# Antonio Reyes
Antonio Reyes González (Sevilla, 16 de octubre de 1964) es un exfutbolista español que se desempeñaba como centrocampista.

## Clubes
| Club                | País   | Año         |
| ------------------- | ------ | ----------- |
| Real Betis Balompié | España | 1983 - 1988 |
| Elche CF            | España | 1988 - 1989 |
| Xerez CD            | España | 1990 - 1991 |
| Villarreal CF       | España | 1991 - 1992 |
| CP Mérida           | España | 1993 - 1996 |
| UD Almería          | España | 1996 - 1997 |
| Écija Balompié      | España | 1997 - 1998 |